# Aeropuerto Internacional de Ciudad Acuña
El Aeropuerto Internacional de Ciudad Acuña (Código IATA: ACN - Código OACI: MMCC - Código DGAC: CAC), es un pequeño aeródromo localizado en Ciudad Acuña, Coahuila, México. Se sitúa cerca de la Frontera entre Estados Unidos y México, al lado opuesto de Del Río, Texas. Actualmente solamente ofrece servicio de aviación general.
Desde 2013 el aeropuerto es operado por la Administradora Coahuilense de Infraestructura y Transporte Aéreo, empresa que opera diversos aeropuertos del estado.

## Aeropuertos cercanos
Los aeropuertos más cercanos son:
- Aeropuerto Internacional de Piedras Negras (89km)
- Aeropuerto Internacional Quetzalcóatl (252km)
- Aeropuerto Internacional Venustiano Carranza (269km)